# لیوای مورتون
لیوای مورتون (انگلیسی: Levi P. Morton; ۱۶ مهٔ ۱۸۲۴ – ۱۶ مهٔ ۱۹۲۰) یک سیاست‌مدار اهل ایالات متحده آمریکا بود.